# Fehérszemű lombgébics
A fehérszemű lombgébics (Vireo griseus) a madarak osztályának verébalakúak (Passeriformes) rendjébe és a lombgébicsfélék (Vireonidae) családja tartozó faj.

## Rendszerezése
A fajt Pieter Boddaert holland ornitológus írta le 1783-ban, a Tanagra nembe Tanagra grisea néven.

## Alfajai
- Vireo griseus bermudianus Bangs & Bradlee, 1901
- Vireo griseus griseus (Boddaert, 1783)
- Vireo griseus marshalli A. R. Phillips, 1991
- Vireo griseus maynardi Brewster, 1887
- Vireo griseus micrus Nelson, 1899
- Vireo griseus perquisitor Nelson, 1900[2]

## Előfordulása
Kanada, az Amerikai Egyesült Államok, Mexikó, a Bahama-szigetek, Belize, Bermuda, a Kajmán-szigetek, Kolumbia, Costa Rica, Kuba, Guadeloupe, Guatemala, Honduras, Nicaragua, Puerto Rico, Turks- és Caicos-szigetek és a Brit Virgin-szigetek területén honos. Vonuló faj. Kóborlásai során eljut a Dominikai Köztársaság, Haiti, Jamaica, Panama, Saint-Pierre és Miquelon, Trinidad és Tobago, Amerikai Virgin-szigetek területére is. 
A természetes élőhelye szubtrópusi és trópusi síkvidéki esőerdők, lombhullató erdők és mérsékelt övi erdők, valamint szavannák és cserjések.

## Megjelenése
Testhossza 10,7-13 centiméter, testtömege 10-14,3 gramm.

## Életmódja
Főleg ízeltlábúakkal táplálkozik.

## Természetvédelmi helyzete
Rendkívül nagy az elterjedési területe, egyedszáma növekedő, ezért a Természetvédelmi Világszövetség Vörös listáján nem fenyegetett fajként szerepel.

## Külső hivatkozások
- Képek az interneten a fajról
- Xeno-canto